# Sigrun
Sigrun  è un nome proprio di persona danese, svedese, norvegese e tedesco femminile.

## Varianti
- Tedesco: Siegrun

### Varianti in altre lingue
- Islandese: Sigrún[1]
- Norreno: Sigrún[1][2]

## Origine e diffusione

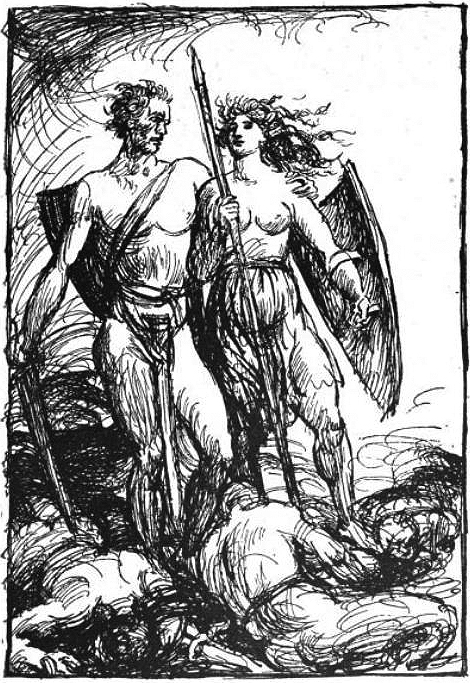
Sigrún e Helgi in un'illustrazione di Robert Engels

Continua il nome norreno Sigrún, composto da sigr ("vittoria") e rún o rúnar ("runa", "segreto", "conoscenza segreta"); entrambi gli elementi sono ben presenti nell'onomastica norrena: il primo si trova ad esempio nei nomi Sigrid, Sigfrido, Sigismondo, Signy, Sixten e Sigurd, mentre il secondo in Runar, Heidrun e Gudrun.
Si tratta di un nome di tradizione mitologica, essendo portato da Sigrún, una valchiria citata in varie opere, tra cui l'Edda poetica; in Scandinavia è stato particolarmente comune fra gli anni 1920 e '40, specialmente in Norvegia.

## Onomastico
Il nome è adespota, ovvero non è portato da alcuna santa. L'onomastico ricade dunque il 1º novembre, giorno di Ognissanti.

## Persone
- Sigrun Kotschwar, cestista tedesca
- Sigrun Krause, fondista tedesca
- Sigrun Wodars, mezzofondista tedesca

### Varianti
- Sigrún Ella Einarsdóttir, calciatrice islandese
- Siegrun Siegl, multiplista e lunghista tedesca